# Hlemmur
Hlemmur (isländische Aussprache:  [l̥ɛmmʏr̥]) ist ein Platz und ehemaliger Busbahnhof in der isländischen Hauptstadt Reykjavík.

## Geschichte
Bis 2016 befand sich am Hlemmur ein zentraler Busbahnhof als Knoten – neben Lækjartorg – des städtischen Busbetriebs von Strætó. Der Platz war lange Zeit auch als ein Brennpunkt der Obdachlosigkeit in Reykjavík bekannt. Am 1. Januar 2016 wurde das Empfangsgebäude des Busbahnhofs geschlossen und darin ein Food Court mit mehreren Restaurants eingerichtet. Dadurch gab es an der Haltestelle keine Dienstleistungen für die Busreisenden wie Beratungen mehr, allerdings wurde die Station Hlemmur noch von Bussen angefahren. Im Juni 2024 wurde die Station offiziell geschlossen. Das Gebiet wird in eine Fußgängerzone umgewandelt. Nach dem Abschluss der Arbeiten 2025 sollen am Hlemmur wieder Busse halten, jedoch verliert die Station ihre frühere zentrale Bedeutung und wird kein Ausgangspunkt von Buslinien mehr sein.

## Medien
Der Dokumentarfilm Hlemmur aus dem Jahr 2002 erzählt die Geschichte von Obdachlosen, die ihre Zeit im und um den Busbahnhof verbrachten.